# Ommatius singlensis
Ommatius singlensis is een vliegensoort uit de familie van de roofvliegen (Asilidae). De wetenschappelijke naam van de soort is voor het eerst geldig gepubliceerd in 1972 door Oldroyd.